# 伊内丝·阿里马达斯
伊内丝·阿里马达斯·加西亞（西班牙語：Inés Arrimadas García；1981年7月3日—）是西班牙的一个政治人物，现任公民－公民党領袖。

## 政治
她帶領的公民－公民党在2017年加泰隆尼亞議會選舉中获得37席，成为议会第一大党；但支持加泰罗尼亚独立的三个政黨共獲得70席，占据议会多数。